# オウサマペンギン

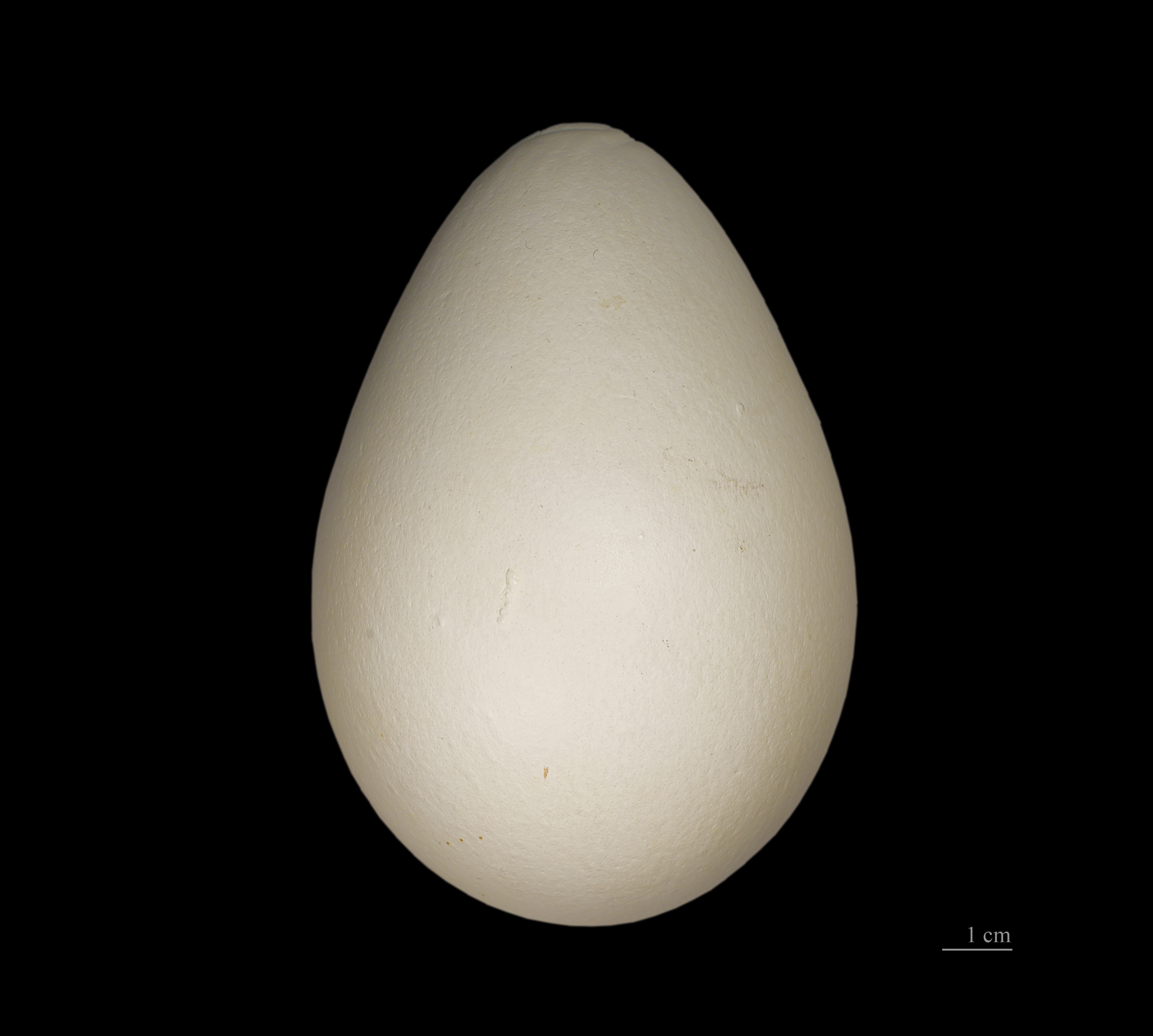
オウサマペンギンの卵

オウサマペンギン（王様企鵝、学名：Aptenodytes patagonicus）は、ペンギン目ペンギン科オウサマペンギン属に分類される鳥類。別名キングペンギン。学名の由来は、1788年にJ.F.ミラーが、南米パタゴニアで発見された個体をもとに記載したことから。
やや古い図鑑には、オオサマペンギン、王ペンギン、王ペングインなどといった別名の記載が見られる。

## 分布
繁殖地はケルグレン島、サウスジョージア島、ハード島、クロゼ諸島、フォークランド諸島、プリンス・エドワード諸島などがある。
繁殖地は南大西洋とインド洋の、南緯45度から55度にかけて位置する亜南極の島嶼に点在する。
- 南大西洋ではフォークランド諸島、サウスジョージア・サウスサンドウィッチ諸島
- インド洋南部ではプリンス・エドワード諸島、クローゼー諸島、ケルゲレン諸島、ハード島とマクドナルド諸島、オークランド諸島などである。南極大陸では繁殖していない。

非繁殖期は繁殖地周辺の外洋で群れを作って生活しているが、たまに南米のパタゴニア地方やタスマニア島、ニュージーランドなどの沿岸にも現れる。種小名 patagonicusはパタゴニアに由来する。

## 形態
現生のペンギン目内ではコウテイペンギンに次いで大型。2番目に大きな種類のペンギンで、体長は85-95センチメートルほどで体重は10-16キログラム。頭部とフリッパーの外側の羽色は黒。背は灰色。腹部やフリッパーの内側は白色。側頭部の耳の周辺は橙色。成鳥は頭部とフリッパーと尾羽が黒、背中は灰色、腹部は白色。外見はコウテイペンギンに似るが小型で、頭部から喉にかけてのオレンジ色が強い。また、体に対するくちばしやフリッパーの比率も大きい。
嘴は大型で細長くやや湾曲し、ペンギン目の現生種では最大。下嘴に橙色の筋模様が入る。下くちばしの嘴鞘（ししょう）と耳の周辺、喉が橙色をしている。
卵は殻が白や淡緑色。ヒナの綿羽は濃褐色。なお、若鳥は嘴鞘が白やピンク色をしている。

## 分類
19世紀まではこの種が最大のペンギンとして知られ、名も"King"（王）が冠されたが、19世紀に南極大陸に探査の手が伸びた結果、さらに大きなコウテイペンギンが発見され、名に"Emperor"（皇帝）が当てられたという経緯がある。
以下の分類・分布はSalomon, 出原・菱沼訳(2013)に従う。
Aptenodytes patagonicus patagonicus Miller, 1778
サウスジョージア島とフォークランド諸島で繁殖する。
Aptenodytes patagonicus halli
ケルグレン島やハード島、マッコーリー島、クロゼ諸島、プリンス・エドワード諸島で繁殖する。

## 生態
縄張り意識が強く同種他個体とは集団繁殖地（コロニー）で争うことが多いものの、同所的に分布し繁殖地で混群も形成するジェンツーペンギン・マゼランペンギン・ロイヤルペンギンなどの他属他種と遭遇しても避けて歩き警戒したり攻撃することはない。遊泳速度は平均時速8.4キロメートル。同属のコウテイペンギン（主に水深180メートル未満）と比較してより深く潜水する傾向があり、水深220メートル以上まで潜水することも多い。最深潜水記録は344.4メートルで、平均7 - 8分の潜水を行う。
ハダカイワシ類などの魚類を好むが、イカを食べることもありこれらがいなければ甲殻類を食べることもある。繁殖期には体重維持および回復・ヒナに給餌する分も含めて1日あたり3.2 - 3.6キログラムの獲物を捕らえる。時計や温度センサーなどを含むデータロガーおよびそれを飲み込ませた個体の胃の内容物調査から昼間に採食を行う傾向が強いこと、大型の魚類よりも小型の魚類を好むとする報告例もある。成鳥の捕食者はシャチ・ヒョウアザラシが挙げられ、卵やヒナの捕食者はトウゾクカモメ科・オオフルマカモメ・サヤハシチドリが挙げられる。

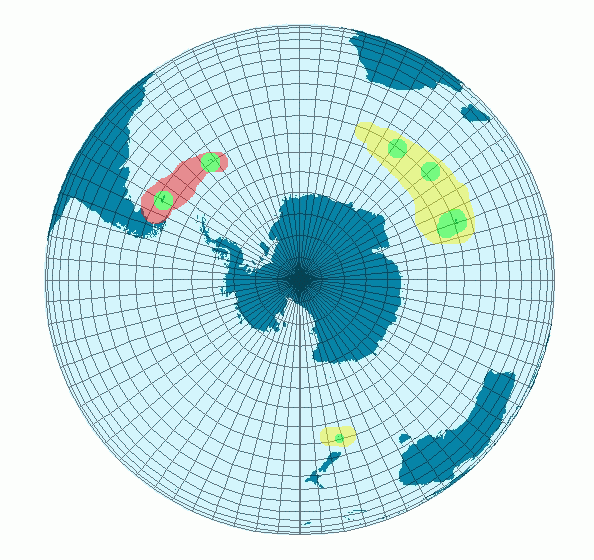
赤色がヒガシキングペンギン、黄色がニシキングペンギンの分布域。黄緑色が繁殖地の島嶼

産卵のピークは初夏にあたる12月半ばから1月頃である。この時期になると繁殖地の海岸には多くの親鳥が集まり、繁殖を始める。キングペンギンはヒナを育てる途中で越冬するのが特徴で、繁殖期間が1年以上に及ぶ。繁殖のペースは2年に1度、多くても3年に2度である。後述するようにヒナがほぼ死亡してしまうのに遅い時期にも繁殖を行う理由として、繁殖の際のエネルギーが通常の繁殖よりも抑えられるためとする説もある。同じペアで複数回繁殖することはまれで、離婚率は約80 %に達する。巣は作らない。
一腹卵数（ひとはららんすう。雌親が一度に産む卵の数。）は1個で、卵は後肢の上にのせ、抱卵嚢（ほうらんのう）と呼ばれる腹部のだぶついた皮をかぶせて抱卵する（一腹卵数はコウテイペンギンと同じ）。
足の上で卵を温めるので構造物としての巣は持たないが、縄張り意識は強く、繁殖地では等間隔を保った親鳥たちが立って並ぶこととなる。
オスとメスが交代で抱卵し、卵は54日ほどで孵化する。
夏の海は餌が多いので、オスとメスはこの機を活かしてヒナに多くの餌を与える。
給餌中の親は、昼夜を問わず潜水して餌取りを行い、ハダカイワシの仲間やタコ、イカを多く食べる。
秋を迎える6月までには、ヒナの体重は成鳥の8割ほどになる。
孵化してから5週間から6週間は親鳥の育児嚢の下で生活するが、それ以降はヒナ同士で形成する群れ「クレイシ」に合流する。
クレイシへの合流後も親鳥から給餌されるが、冬季が来る前に成鳥はコロニーを分散し冬季の5か月は数回のみ給餌し約3か月も放置されることもある。
寒さが厳しくなると、親鳥はほぼ給餌をやめてしまい、2週間に1回ほどしかヒナに餌を与えなくなる。よってヒナは体に蓄えた脂肪を消費しながら寒さと飢えに耐えなければならない。
クレイシでのヒナは、身を寄せ合って寒さをしのぐ。春までにヒナの体重は半分にまで減少する。ちなみにヒナの体は半分以上を胃でしめている。
温暖になると親鳥が再び頻繁に給餌するようになる。春となる9月頃には再び親鳥の給餌が始まる。ヒナが褐色の羽毛を換羽して巣立つのは、10月末から1月頃となる。
2月以前に産まれたヒナでないと一定の体重に達しないため冬を越すことができずにほぼ死亡し、仮に冬を越せても海に入るとすぐ死亡することが多いため成鳥になることはまれ。この後に2月頃から繁殖する親鳥もいるが、この場合はヒナが小さなうちに冬が来てしまうため、冬の間に多くのヒナが死んでしまう。これらのヒナが巣立つのは翌年の1月から4月頃である。繁殖成功率は低く、1回の繁殖で巣立ちを迎えるヒナは0.3 - 0.5羽とされる。また、地球温暖化も餓死の原因にもなっており、約70％が今世紀末までに死滅、最悪絶滅する恐れがあるとの研究結果もある。

## 展示

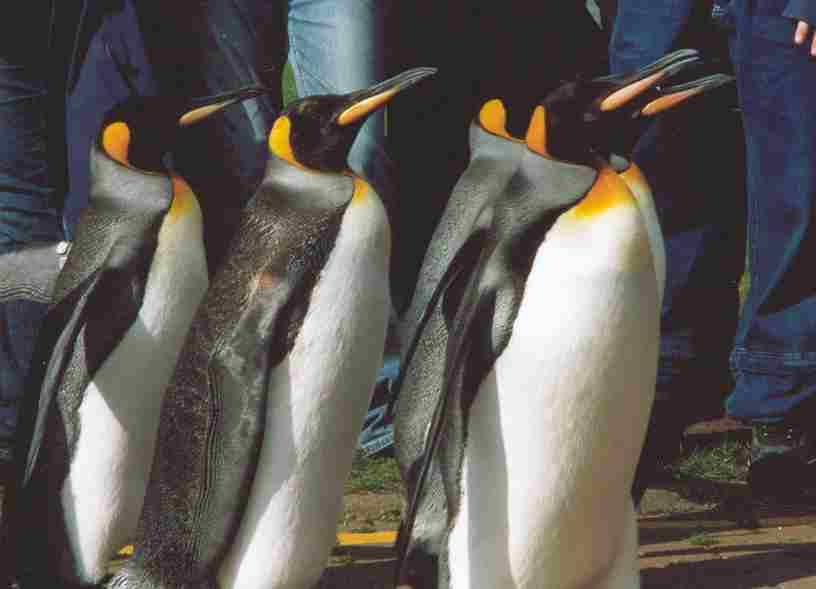
エジンバラ動物園の飼育個体

同属のコウテイペンギンと異なり暖かい気候にもある程度の耐性があり、世界各地の動物園で飼育されている。これらの施設では散歩などを売り物にしている旭山動物園などもある。
飼育下における最高齢記録は日本の長崎水族館および長崎ペンギン水族館で飼育されていた「ぎん吉」の39年9か月15日（1962年4月27日 - 2002年2月11日、野生由来のため実年齢は40歳以上）である。また、「ぎん吉」の娘「ペペ」も長寿（1977年9月24日 - 2012年8月20日）であり、「ぎん吉」と「ペペ」は死後剥製となって長崎ペンギン水族館に大切に保存されている。

## 画像

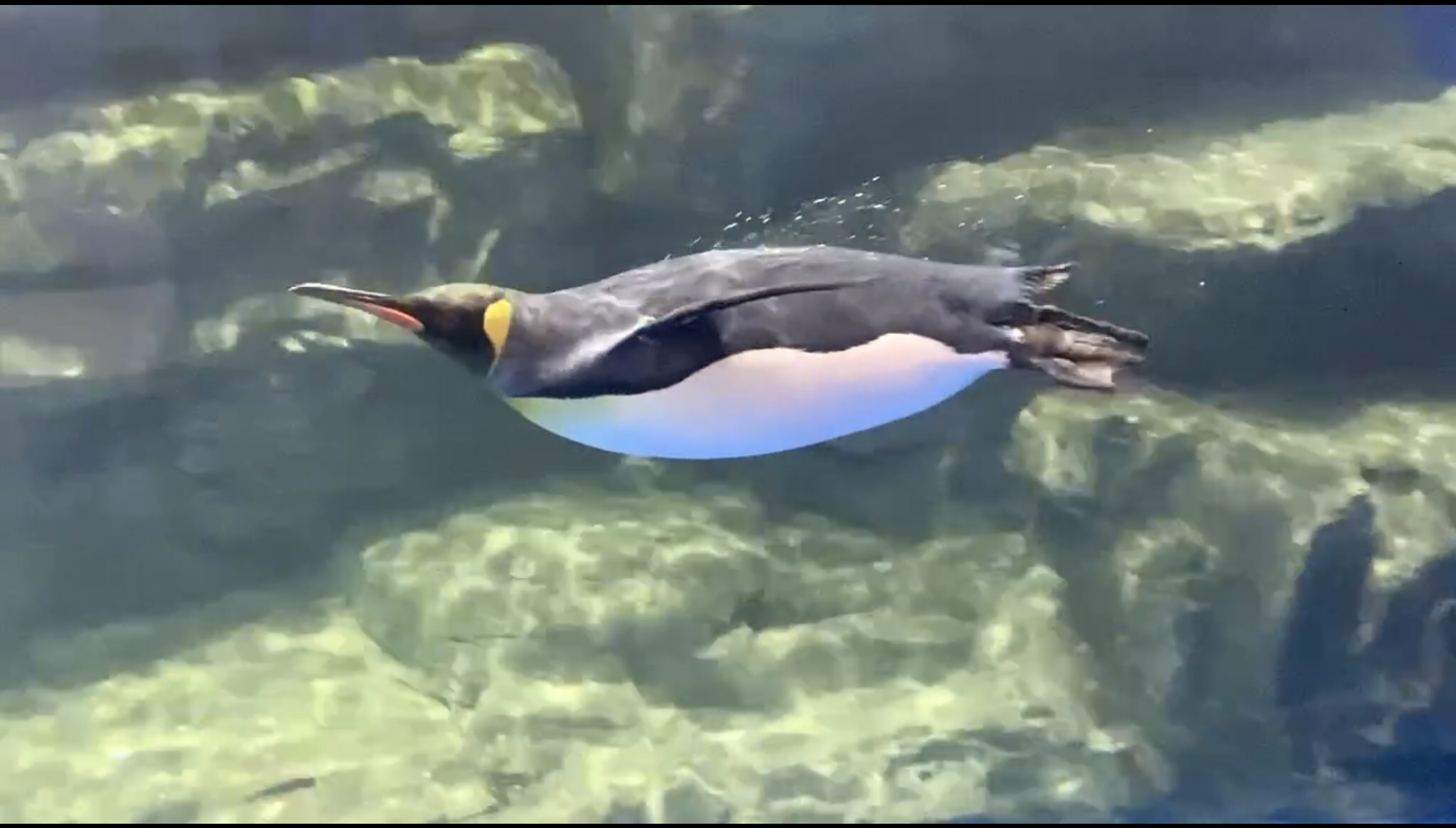
泳ぐ姿
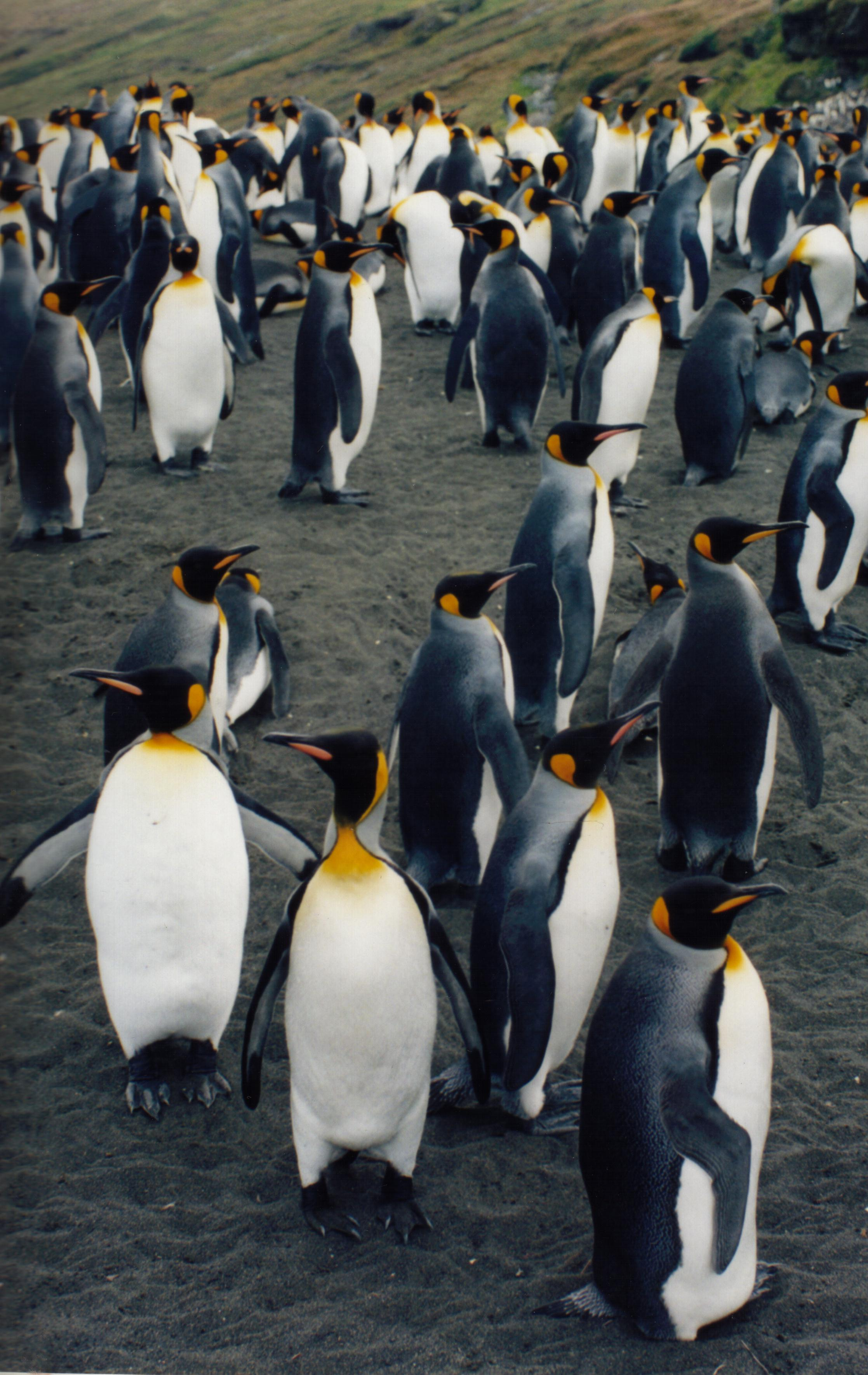
クロゼ諸島の繁殖地
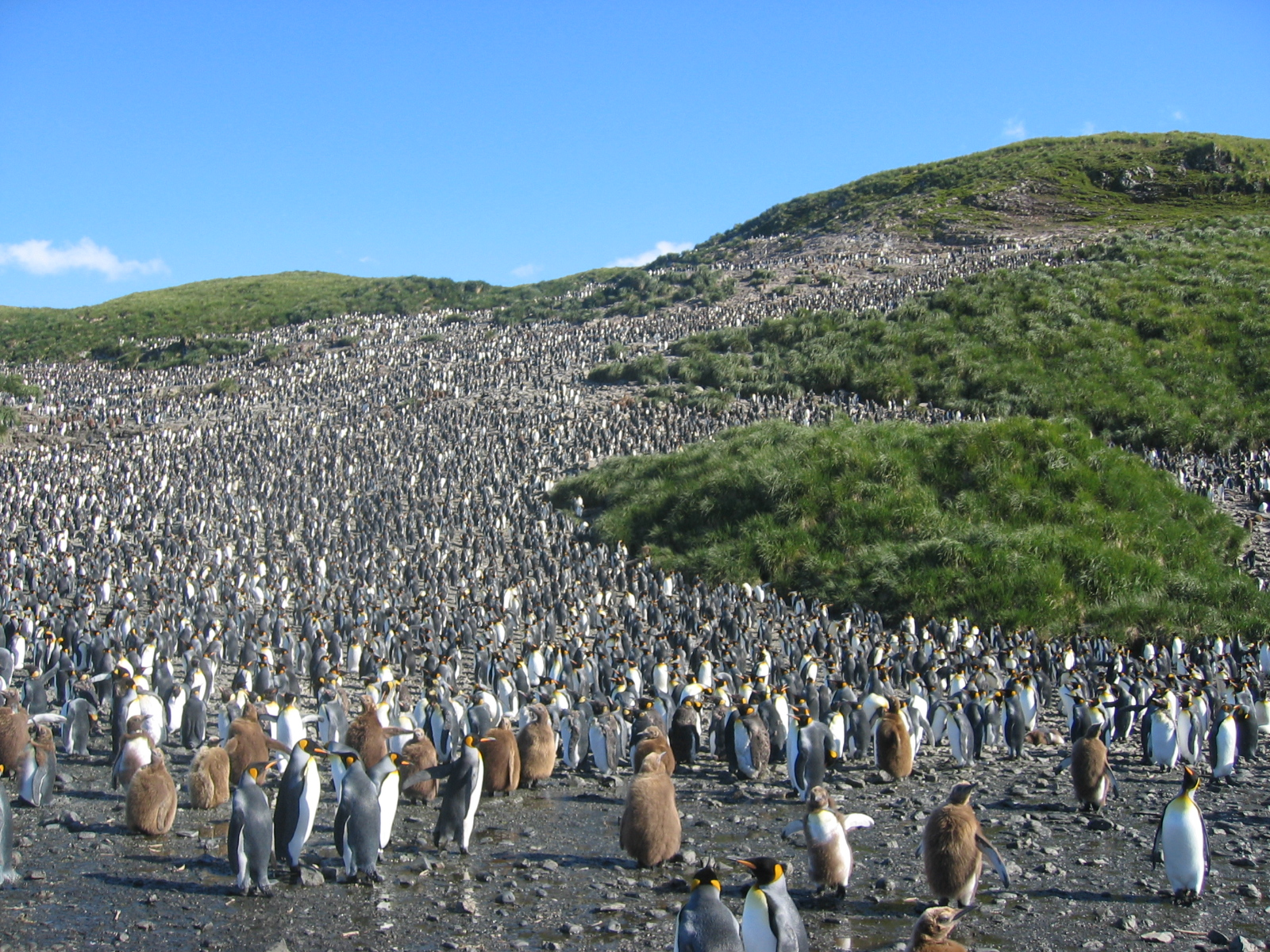
サウスジョージアの繁殖地
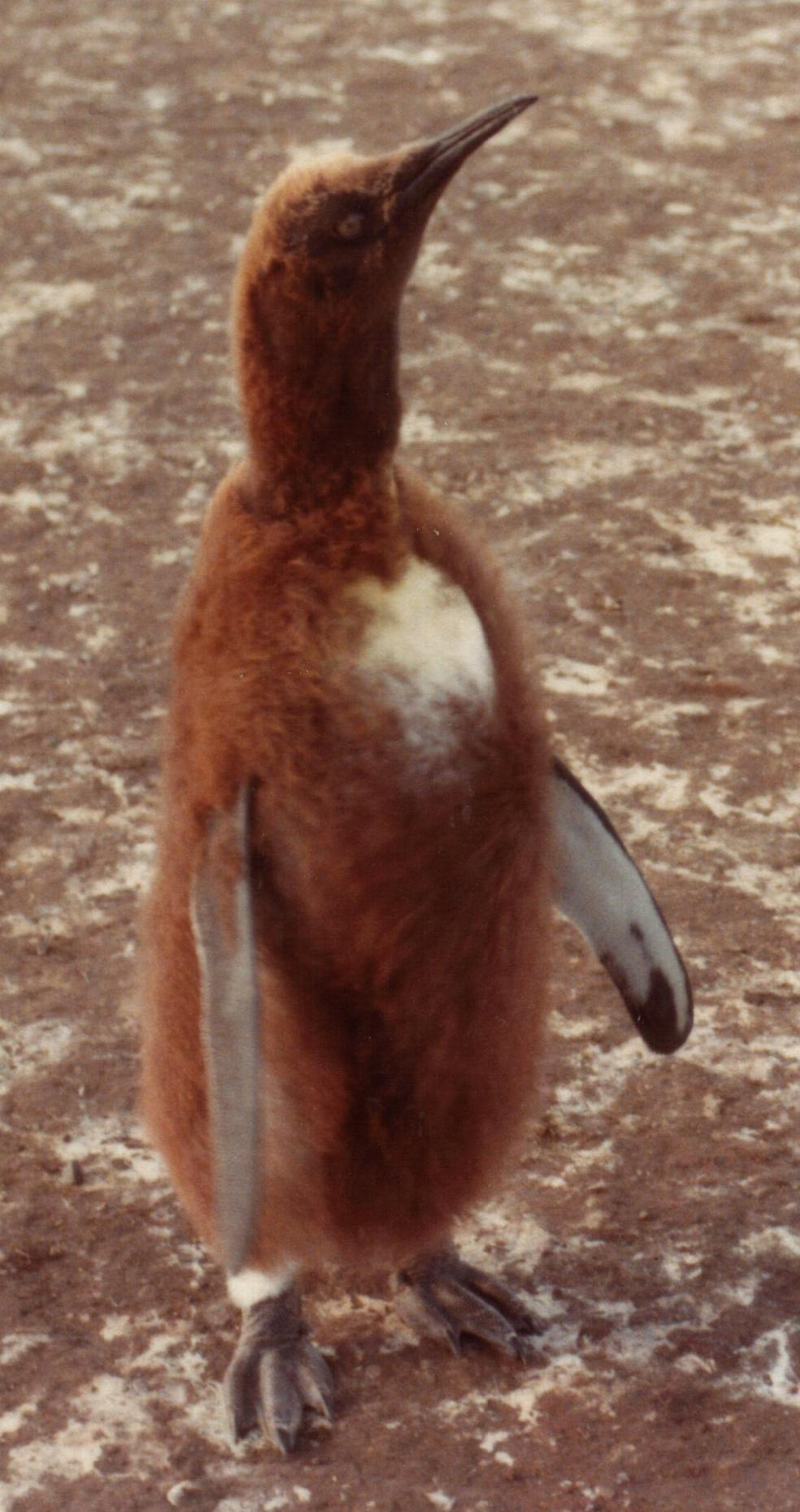
大きく成長したヒナ。換羽が始まっている